# Глодос (річка)
Глодос — річка в Україні, у Новоселицькому районі Чернівецької області. Права притока Черлени (басейн Дунаю).

## Опис
Довжина річки 24 км., похил річки — 3,9 м/км. Площа басейну 41,1 км².

## Розташування
Бере початок у Малинівці. Спочатку тече на південний схід через Котелеве, далі тече переважно на північний схід і на південно-західній околиці Кошулянів впадає у річку Черлену, ліву притоку Пруту. 
Населені пункти вздовж берегової смуги: Ванчиківці, Новоіванківці, Костичани, Думени, Драниця, Негринці. 
В селі Костичани, Новоіванківці та Думени річка відома під назвою Глодоаса, також в Костичани а особливо в Думени відома ще під другою назвою Ходжоая (Hogioaia). 
Річку перетинає автошлях Н 10.